# 沒出息的歷史
《沒出息的歷史》（：／），為韓國OTT平臺wavve、Watcha於2025年2月26日上線公開的原創劇集，於每週三晚間播放一集。改編自韓國漫畫家金風、沈允洙作家創作的同名網絡漫畫的《沒出息的歷史》，由電視劇《搜查班長1958》金成勛導演執導，原作者金風擔任編劇，講述關於能讓所有人都變得沒出息的愛情與戀愛故事。 雖然本劇於2022年8月完成拍攝，但因主演趙炳圭及宋昰昀捲入校園霸凌爭議，播出時機未定的狀態持續了三年。

## 演員陣容

### 主要人物
| 演員   | 角色   | 介紹 |
| 趙炳圭 | 徐民基 | 弘仁大學國文系一年級學生，很會亂想，猶豫不決，但有時還表現出果斷的行動能力。                                               |
| 厲雲   | 盧俊錫 | 徐民基的同班朋友。屋塔房的主人，性格穩重，擁有帥氣的外貌，很受歡迎，但是因為父母不在而產生的防禦機制，無法對異性敞開心扉。 |
| 鄭宰光 | 權基赫 | 徐民基的同班朋友。家裡曾經富有，但碰到經濟危機、父親過世後，開始凌晨送報紙，白天在便利商店打工，四人中生活能力最強。       |
| 鄭勇周 | 李光宰 | 徐民基的同班朋友。金髮，性格活潑開朗，喜歡嘻哈和夜店，四人之中最懂女生的人。                                               |

### 其他人物
| 演員     | 角色   | 介紹                             |
| 宋昰昀   | 尹雪河 | [ 6 ]                            |
| 珉雅     | 權雪河 | 徐民基的初戀，同系重讀生。       |
| 趙允敍   | 蘇珠妍 |                                  |
| 金元海   |        |                                  |
| 崔希勝   | 金宰成 | 國文系學長，喜歡權雪河。         |
| 金裕桓   | 沈權   | 國文系學長，也是校內的樂團主唱。 |
| 黃寶凜星 | 崔喜善 | [ 7 ]                            |
| 李敏芝   | 吳衍靜 |                                  |

## 外部鏈接
- 豆瓣电影上《沒出息的歷史》的資料 （简体中文）
- 《沒出息的歷史》在HanCinema的页面（英文）
- Daum上《沒出息的歷史》的資料